# Monstera alcirana
Monstera alcirana — вид рослин родини ароїдних. Його назвали на честь венесуельського біолога Альсіри Перес де Гомес. Monstera alcirana є ендеміком провінцій Кокле, Панама, Колон і Верагуас у Панамі, на висоті 350–1000 метрів. Воліє жити у вологих тропічних лісах і дощових лісах. Цвіте рослина в січні-квітні, плодоносить у січні-травні.